# إميلي يكرشام
إميلي يكرشام (بالإنجليزية: Emily Wickersham)‏ (ولدت في 26 أبريل 1984) هي ممثلة أمريكية بدأت مسيرتها الفنية عام 2006.

## روابط خارجية
- إميلي يكرشام على موقع IMDb (الإنجليزية)
- إميلي يكرشام على موقع روتن توميتوز (الإنجليزية)
- إميلي يكرشام على موقع ألو سيني (الفرنسية)
- إميلي يكرشام على موقع أول موفي (الإنجليزية)
- إميلي يكرشام على موقع قاعدة بيانات الأفلام السويدية (السويدية)
- إميلي يكرشام على موقع قاعدة بيانات الفيلم (الإنجليزية)
- إميلي يكرشام على موقع كينوبويسك (الروسية)